# Lijst van beelden per provincie
Hieronder een overzicht van lijsten van beelden per provincie.
- Drenthe
- Flevoland
- Friesland

- Gelderland
- Groningen
- Limburg

- Noord-Brabant
- Noord-Holland
- Overijssel

- Utrecht
- Zeeland
- Zuid-Holland

## Caribisch Nederland
- Lijst van beelden in Aruba
- Lijst van beelden in Bonaire
- Lijst van beelden in Curaçao
- Lijst van beelden in Saba
- Lijst van beelden in Sint Eustatius
- Lijst van beelden in Sint-Maarten